# First National Bank (África do Sul)
Primeiro Banco Nacional (FNB;em africâner:  Eerste Nasionale Bank (ENB)) é um dos "quatro grandes" bancos da África do Sul. É uma divisão da First Rand Limited, um grande conglomerado de serviços financeiros, que negocia na Bolsa de Valores de Joanesburgo (JSE), sob o símbolo: FSR. O FNB também está listado na Bolsa de Valores de Botsuana com o símbolo FNBB e é um constituinte do Índice de Empresas Domésticas da BSE.

## Visão global
O FNB é uma das três principais divisões do First Rand Group e as outras são Rand Merchant Bank e Wesbank. O First National Bank mantém subsidiárias bancárias que possui, total ou parcialmente, no Botsuana, Moçambique, Namíbia, África do Sul, Essuatíni, Tanzânia, Zâmbia, Gana, Índia, Lesoto e Guernsey. O FNB também está buscando ativamente planos de expansão em Angola e Nigéria Os relatórios da mídia em maio de 2012 indicaram que o banco também está planejando expandir para o Quênia, Ruanda e Uganda.

## História
Segundo o site, o FNB é o banco mais antigo da África do Sul. Ele remonta às origens do banco de províncias de três graus do leste, formado em Grahamstown em 1838. Naquela época, o banco financiou o boom de exportação de lã no distrito. Em 1874, o banco tinha quatro agências - em Grahamstown, Middelburg, Cradock e Queenstown. Devido a uma recessão, o banco foi comprado em 1874 pela Oriental Bank Corporation (OBC). No entanto, como resultado de dificuldades financeiras que a Oriental Bank Corporation estava enfrentando na Índia, decidiu se retirar da África do Sul e, assim, o Banco da África foi formado em 1879 para assumir os negócios da OBC na África do Sul.
Na mesma época, o governo da República da África do Sul desejou criar um banco comercial local, devido à descoberta de ouro em Barberton e Witwatersrand. O governo criou um banco através de um contrato de concessão. A tarefa do banco era se concentrar principalmente no financiamento do desenvolvimento agrícola. Uma casa da moeda do estado também foi estabelecida como parte da concessão. O Nationale Bank der Zuid-Afrikaansche Republiek Beperk (Banco Nacional da República da África do Sul Limited) foi registrado em Pretória em 1891 e aberto para negócios em 5 de abril do mesmo ano. Após a conclusão da Segunda Guerra Anglo-Boer em 1902, o nome desse banco foi alterado para National Bank of South Africa Limited.
Devido a outra recessão, o Banco da África foi comprado pelo Banco Nacional em 1912, que já havia comprado outro banco, o Banco Nacional da Colônia do Rio Orange em 1910. O Banco de Natal, fundado em 1854 para financiar a indústria açucareira da Colônia de Natal, também sofreu dificuldades financeiras e foi retomado em 1914. Nessa época, o Banco Nacional era agora um dos maiores e mais fortes da África do Sul.
No entanto, no início da década de 1920, o Banco Nacional sofria de dívidas incobráveis e pesadas perdas. Consequentemente, fundiu-se com o Banco Anglo-Egípcio e o Banco Colonial em 1925 para formar o Barclays Bank (Domínio, Colonial e Ultramarino). Em 1971, o Barclays reestruturou sua operação e sua operação na África do Sul foi renomeada como Barclays National Bank Limited .
Devido a uma campanha de desinvestimento contra a África do Sul por causa de suas políticas de apartheid, o Barclays foi forçado a reduzir sua participação acionária e vendeu sua participação no banco em 1986. O banco foi renomeado como "Primeiro Banco Nacional da África Austral Limitada" em 1987 e tornou-se uma entidade totalmente controlada e controlada pela África do Sul.
Em 1998, os interesses de serviços financeiros (que incluíam sua participação no First National Bank) do Rand Merchant Bank Holdings e da Anglo-American Corporation foram incorporados para formar o First Rand Limited, listado na Bolsa de Valores de JSE. Em conseqüência, o FNB tornou-se uma subsidiária integral da First Rand Limited; atualmente, atua como uma divisão do FirstRand Bank Limited.
Em 1999, o First National Bank foi mencionado no 'Relatório Ciex', que resumiu uma investigação de dois anos sobre o roubo de R26 bilhões do estado durante a era do apartheid. Os investigadores alegaram que o FNB recebeu ilegalmente centenas de milhões de Rands do SARB. O dinheiro foi disfarçado de "bote salva-vidas" para cobrir empréstimos ruins. Fiel a 2017, os fundos roubados ainda não foram recuperados.

## First Rand Group
O First Rand Group foi criado em 1998 pela fusão do First National Bank da África do Sul, Rand Merchant Bank e Momentum Insurance & Asset Management. O First Rand é listado como um "banco controlado localmente" pelo South African Reserve Bank, o regulador bancário nacional. A partir de maio de 2012, o grupo tinha ativos totais avaliados em US$ 90,3 bilhões (ZAR: 698 bilhões) (2011) com subsidiárias em sete países subsaarianos e na Austrália e Índia . Os planos de expansão em outros seis países africanos estão em andamento.